# Авербах, Юрий Львович
Ю́рий Льво́вич Аверба́х (8 февраля 1922[…], Калуга[…] — 7 мая 2022, Москва) — советский шахматист, деятель российского и международного шахматного движения; международный гроссмейстер (1952), шахматный композитор, международный арбитр по шахматам (1969) и шахматной композиции (1956), заслуженный мастер спорта СССР (1965). Чемпион СССР (1954). Председатель Шахматной федерации СССР (1972—1977).

## Биография
Родился в Калуге 8 февраля 1922 года, отец Лев Лазаревич Авербах работал лесничим в калужских лесах, занимался поставкой дров в Москву, потом работал бракёром в тресте «Экспортлес», в 1930-х годах был репрессирован, но через год освобождён в связи с пересмотром дела, занимался торговлей лесом в Котласе, Кинешме. Мать была православной набожной женщиной, работала в системе народного образования, преподавала русский язык и литературу, перед Великой Отечественной войной вместе с детским домом, директором которого была, эвакуировалась в Пензу. Его рано овдовевший дед, Михаил Васильевич Виноградов, служил налоговым чиновником калужской казённой палаты. Отношения с зятем-евреем и его роднёй у деда были натянутыми, что стало главной причиной переезда родителей Ю. Л. Авербаха из Калуги в столицу.
Семья 3-летнего Авербаха переехала в Москву в 1925 году, жили в Большом Афанасьевском переулке, недалеко от Арбатской площади. Учился в бывшей Медведниковской гимназии в Староконюшенном переулке. В девятом классе прочёл всего Шекспира и Лермонтова. На формирование личности Авербаха огромное влияние оказал профессор-лингвист Михаил Николаевич Петерсон, который привил будущему гроссмейстеру тонкий вкус к русской и зарубежной литературе. Много читал С. Т. Аксакова, Л. Н. Толстого, В. П. Катаева. Увлекался лыжами, хоккеем, волейболом, собирал марки, год занимался боксом, чтобы не давать себя в обиду арбатской шпане. Потом боксёрские перчатки обменял на шахматы. Четвёртый разряд получил на турнире в Парке культуры им. Горького. В 1939 поступил в МВТУ им. Баумана, что с началом войны дало бронь от мобилизации.
Начало войны 22 июня 1941 года встретил на паровозостроительном заводе в Коломне, где проходил производственную практику от МВТУ. Вместе с другими студентами был отправлен на бронетанковую базу под Наро-Фоминск, где занимался ремонтом танков и тягачей. В сентябре вернулся в Москву, но вскоре институт был эвакуирован в Ижевск. В 1941—1943 учился в Ижевске, в Москву вернулся в апреле 1943 года. В студенческие годы прекрасно освоил английский язык, что впоследствии имело неоценимое значение на международных соревнованиях, в зарубежных командировках, в тренерской и организаторской работе, на постах в Международной шахматной федерации (ФИДЕ). В молодые годы подрабатывал переводами с английского специализированных научных статей по газодинамике. Серьёзно заниматься шахматами  стал через пять лет - в 1948 году после окончания МВТУ. В шахматах больше всего ценил исследовательское направление. В 1960 году оба раза выиграл у А. Я. Ройзмана в Одессе в защите Алехина и в защите Нимцовича. 
Скончался 7 мая 2022 года в Москве, на 101-м году жизни. Прах захоронен на Троекуровском кладбище (уч. 19).
На день смерти являлся старейшим гроссмейстером мира.

## Шахматная и профессиональная карьера
Авербах увлекался шахматами с трёх лет, играл с семи. Победитель всесоюзного турнира (1938) среди школьников. Мастер спорта СССР с 1944 года, трёхкратный чемпион Москвы (1949, 1950, 1962). Победитель чемпионата Прибалтики (1946; вне конкурса) и турнира памяти Н. Н. Рюмина (1948). Чемпион СССР (1954). Участник 15 других чемпионатов страны; лучшие результаты: 1951 — 6-8-е м.; 1956 — 1-3-е (дополнительный матч-турнир — 2-е м.); 1958 — 4-е; 1960 — 6-е; 1961 — 7-8-е м. Участник Спартакиад народов СССР в составе сборной команды Москвы: 1959 — 1-е м.; 1963 — 2-е. На международный соревнованиях дебютировал в 1949 — матч-турнир Москва — Будапешт. В составе сборной команды СССР победитель командных чемпионатов Европы (1957 и 1965). Участник турнира претендентов в Цюрихе (1953) — 10-11-е м., межзональных турниров (1952 и 1958) — 5-8-е и 7-11-е м. Победитель ряда международных соревнований: Дрезден (1956); Джакарта (1960, 1979); Аделаида (1960); Вена (1961); Москва (1962, турнир ЦШК); Рио-де-Жанейро (1965); Крайстчерч (1967); Бухарест (1971); Поляница-Здруй (1975; мемориал А. К. Рубинштейна) и др. Лучшие результаты в других международных соревнованиях: Гастингс (1959/1960) — 2-3-е м.; Кисловодск (турнир ЦШК; 1964) и Мар-дель-Плата (1965) — 3-е; Пальма (остров Мальорка; 1972) — 5-7-е; Поляница-Здруй (1976) — 2-4-е; Реджо-нель-Эмилия (1977/78) — 2-е; Манила (1979) — 3-5-е м. В составе сборной команды СССР участник матчей с шахматистами Аргентины, Великобритании, США, Уругвая, Франции, Швеции, Югославии.
Член спортивного общества «Зенит».
Шахматным профессионалом в привычном понимании этого слова не был, поскольку параллельно с участием в соревнованиях всегда учился и работал. По образованию инженер, окончил кафедру ДВС МВТУ им. Баумана в 1946 году. Член Исполкома (1978—1982) и ЦК (1974—1982) ФИДЕ. Председатель квалификационной комиссии (1978—1986), сопредседатель комиссий по оказанию помощи развивающимся странам (1978—1986), по пропаганде и печати ФИДЕ (1986—1991). Председатель (1972—1977), заместитель председателя (1962—1972, 1978—1991) Шахматной федерации СССР. Главный редактор бюллетеня «Шахматная Москва» (1958—1962), журнала «Шахматы в СССР» и «Шахматного бюллетеня» (1962—1991). Заместитель главного редактора энциклопедического словаря «Шахматы» (1981—1991). Ведущий телепрограммы «Шахматная школа» (1969—1991). Президент общества коллекционеров и историков шахмат России (с момента основания в 2004). Шахматный теоретик, историк и литератор.
Составлял шахматные этюды.
Автор классических фундаментальных исследований в области эндшпиля. Многие книги Авербаха переведены на иностранные языки.
Авербах внёс вклад в теорию дебютов. Один из вариантов в староиндийской защите называется системой Авербаха (вариантом Авербаха): 1. d4 Кf6 2. c4 g6 3. Кc3 Сg7 4. e4 d6 5. Сe2 0-0 6. Сg5.
«Борьба идей всегда была для меня самым важным моментом в шахматах — ведь именно в творческом споре рождается истина» (Авербах). В отличие от большинства коллег-гроссмейстеров всегда отличался дружелюбным, неконфликтным, уравновешенным характером. (И. А. Зайцев)

## Награды
- Орден Почёта (4 мая 2022 года) — за большой вклад в развитие и популяризацию российского и международного шахматного движения, многолетнюю добросовестную работу[16].
- Орден Дружбы народов (1981)
- Медаль «За трудовую доблесть»» (27.04.1957) — «за успехи, достигнутые в деле развития массового физкультурного движения в стране, повышения мастерства советских спортсменов, и успешное выступление на международных соревнованиях»
- Медаль «За доблестный труд. В ознаменование 100-летия со дня рождения В. И. Ленина» (1970)

## Увлечения и кредо
Нумизмат, обладатель редких коллекций. Любил путешествовать.
Человеческая особенность состоит в том, что не только физическая энергия тела строго ограничена, но и нервная. Я очень ясно это понял и в сорок лет ушел из профессиональных шахмат. А противоречие состоит в том, что разум-то продолжает развиваться! И можно продолжать постигать мир. Я продолжаю работать и не жалуюсь на одиночество..
По житейским убеждениям — фаталист и атеист.

## Спортивные результаты
| Год       |                    | Наименование соревнования                                 | +   | −   | =   | Очки              | Место      |
| --------- | ------------------ | --------------------------------------------------------- | --- | --- | --- | ----------------- | ---------- |
| 1937      | Москва             | Матч детских команд (против Калмыкова)                    | 1   |     |     |                   |            |
| 1938      |                    | Чемпионат СССР среди мальчиков                            | 6   | 1   | 3   | 7½ из 10          | 1          |
|           | Калуга             | Чемпионат Калуги                                          | 13  | 1   | 1   | 13½ из 15         | 1          |
| 1939      | Москва             | Полуфинал чемпионата Москвы                               | 5   | 0   | 4   | 7 из 9            | 1          |
|           | Москва             | Чемпионат Москвы                                          | 1   | 7   | 5   | 3½ из 13          | 13         |
| 1940      | Москва             | Полуфинал чемпионата Москвы                               | 3   | 3   | 7   | 6½ из 13          | 8          |
|           |                    | Первенство ЦС ДСО «Зенит»                                 | 13  | 1   | 1   | 13½ из 15         | 1          |
|           |                    | Всесоюзный турнир кандидатов в мастера спорта             | 3   | 3   | 5   | 5½ из 11          | 4—6        |
| 1943      | Москва             | Полуфинал чемпионата Москвы                               | 9   | 0   | 2   | 10 из 11          | 1          |
| 1943 / 44 | Москва             | Чемпионат Москвы                                          | 6   | 3   | 7   | 9½ из 16          | 6          |
| 1944      | Москва             | Полуфинал 13-го чемпионата СССР                           | 2   | 2   | 11  | 7½ из 15          | 9—11       |
|           | Иваново            | Турнир мастеров                                           | 4   | 2   | 5   | 6½ из 11          | 5—7        |
| 1945      | Ленинград          | Полуфинал 14-го чемпионата СССР                           | 6   | 5   | 4   | 8 из 15           | 6—7        |
|           |                    | Первенство ЦС ДСО «Зенит»                                 | 8   | 2   | 1   | 8½ из 11          | 1—2        |
|           | Москва             | Полуфинал чемпионата Москвы                               | 6   | 1   | 8   | 10 из 15          | 3          |
| 1946      | Москва             | Чемпионат Москвы                                          | 5   | 5   | 5   | 7½ из 15          | 8—11       |
|           | Ленинград          | Полуфинал 15-го чемпионата СССР                           | 4   | 3   | 11  | 9½ из 18          | 7—8        |
|           | Вильнюс            | Чемпионат Прибалтики                                      | 14  | 1   | 4   | 16 из 19          | 1          |
| 1947      | Москва             | Полуфинал 16-го чемпионата СССР                           | 9   | 1   | 5   | 11½ из 15         | 1          |
|           | Москва             | Матч с В. Г. Заком (квалификационный, на звание мастера)  | 5   | 1   | 5   | 7½ : 3½           |            |
|           | Ленинград          | Командное первенство ВЦСПС («Зенит», 1-я доска)           | 4   | 0   | 5   | 6½ из 9           | 1 на доске |
| 1948      | Москва             | Турнир памяти Н. Н. Рюмина                                | 5   | 1   | 3   | 6½ из 9           | 1—2        |
|           | Москва             | 16-й чемпионат СССР                                       | 4   | 6   | 8   | 8 из 18           | 13—15      |
|           | Ленинград          | Командное первенство СССР (сборная Москвы, 5-я доска)     | 4   | 1   | 0   | 4 из 5            | 1 на доске |
| 1949      | Москва             | Чемпионат Москвы                                          | 9   | 0   | 6   | 12 из 15          | 1          |
|           | Москва — Будапешт  | Матч Москва — Будапешт (2 круга, схевенингенская система) | 6   | 2   | 8   | 10 из 16          |            |
| 1950      | Щавно-Здруй        | Мемориал Д. Пшепюрки                                      | 7   | 3   | 9   | 11½ из 19         | 8          |
|           | Москва             | Чемпионат Москвы                                          | 7   | 0   | 8   | 11 из 15          | 1—2        |
|           | Тула               | Полуфинал 18-го чемпионата СССР                           | 8   | 0   | 7   | 11½ из 15         | 1—2        |
|           | Москва             | 18-й чемпионат СССР                                       | 4   | 7   | 6   | 7 из 17           | 14         |
| 1951      | Ленинград          | Командное первенство ВЦСПС (3-я доска)                    | 5   | 0   | 1   | 5½ из 6           | 1 на доске |
|           | Москва             | Чемпионат Москвы                                          | 4   | 2   | 6   | 7 из 12           | 4—5        |
|           | Свердловск         | Полуфинал 19-го чемпионата СССР                           | 8   | 2   | 9   | 12½ из 19         | 3—4        |
|           | Москва             | 19-й чемпионат СССР                                       | 5   | 3   | 9   | 9½ из 17          | 6—8        |
|           | Тбилиси            | Командное первенство СССР (сборная Москвы, 6-я доска)     | 2   | 0   | 3   | 3½ из 5           | 2 на доске |
| 1952      | Москва             | Чемпионат Москвы                                          | 2   | 5   | 8   | 6 из 15           | 13         |
|           | Минск              | Полуфинал 20-го чемпионата СССР                           | 7   | 4   | 6   | 10 из 17          | 5—6        |
|           | Стокгольм          | Межзональный турнир                                       | 6   | 1   | 13  | 12½ из 20         | 5—8        |
| 1953      | Минск              | Командное первенство ВЦСПС («Зенит», 2-я доска)           | 6   | 0   | 4   | 8 из 10           | 1 на доске |
|           | Гагра              | Тренировочный турнир гроссмейстеров                       | 2   | 2   | 5   | 4½ из 9           | 7          |
|           | Цюрих              | Турнир претендентов                                       | 5   | 6   | 17  | 13½ из 28         | 10—11      |
|           | Вена               | Матч Австрия — СССР (против Г. Мюллера)                   | 1   | 0   | 1   | 1½ из 2           |            |
| 1954      | Киев               | 21-й чемпионат СССР                                       | 10  | 0   | 9   | 14½ из 19         | 1          |
|           | Буэнос-Айрес       | Матч Аргентина — СССР (против О. Панно)                   | 2   | 0   | 2   | 3 из 4            |            |
|           | Монтевидео         | Матч Уругвай — СССР (против Х. Канепы и Инфантоцци)       | 2   | 0   | 0   | 2 из 2            |            |
|           | Париж              | Матч Франция — СССР (против А. Мюффана)                   | 1   | 0   | 1   | 1½ из 2           |            |
|           | Нью-Йорк           | Матч США — СССР (против Д. Бирна)                         | 1   | 3   | 0   | 1 из 4            |            |
|           | Лондон             | Матч Великобритания — СССР (против Дж. Пенроуза)          | 2   | 0   | 0   | 2 из 2            |            |
|           | Стокгольм          | Матч Швеция — СССР (против Б. Хёрберга)                   | 1   | 0   | 1   | 1½ из 2           |            |
|           | Рига               | Командное первенство СССР                                 | 2   | 2   | 6   | 5 из 10           |            |
| 1955      | Баку               | Чемпионат Азербайджанской ССР                             | 14  | 0   | 1   | 14½ из 15         | 1          |
|           | Ворошиловград      | Командное первенство СССР (сборная Москвы, 1-я доска)     | 3   | 0   | 6   | 6 из 9            | 1 на доске |
|           | Москва             | 22-й чемпионат СССР                                       | 1   | 3   | 15  | 8½ из 19          | 15—16      |
|           | Москва             | Полуфинал 23-го чемпионата СССР                           | 9   | 3   | 6   | 12 из 18          | 2          |
| 1956      | Ленинград          | 23-й чемпионат СССР Дополнительный матч-турнир            | 7 1 | 1 0 | 9 3 | 11½ из 17 2½ из 4 | 1—3 2      |
|           | Дрезден            | Международный турнир                                      | 9   | 0   | 6   | 12 из 15          | 1—2        |
|           | Белград            | Матч Югославия — СССР (схевенингенская система)           | 2   | 0   | 6   |                   |            |
|           | Николина Гора      | Тренировочный матч с М. М. Ботвинником                    | 0   | 1   | 4   | 2 : 3             |            |
|           | Джакарта           | Матч с Б. Хутагалунгом                                    | 3   | 0   | 1   | 3½ : ½            |            |
| 1957      | Николина Гора      | Тренировочный матч с М. М. Ботвинником                    | 2   | 3   | 4   | 4 : 5             |            |
|           | Москва             | Чемпионат Москвы                                          | 4   | 1   | 7   | 7½ из 12          | 3—4        |
|           | Вена               | Командное первенство Европы (сборная СССР, 1-й запасной)  | 1   | 1   | 2   | 2 из 4            |            |
|           | Свердловск         | Полуфинал 25-го чемпионата СССР                           | 7   | 3   | 9   | 11½ из 19         | 4—5        |
| 1958      | Рига               | 25-й чемпионат СССР                                       | 6   | 2   | 10  | 11 из 18          | 4          |
|           | Порторож           | Межзональный турнир                                       | 6   | 3   | 11  | 11½ из 20         | 7—11       |
|           | Ленинград          | Матч Москва — Ленинград (против М. Е. Тайманова)          | 0   | 1   | 1   | ½ из 2            |            |
|           | Вильнюс            | Командное первенство СССР (сборная Москвы, 3-я доска)     | 3   | 0   | 4   | 5 из 7            | 1 на доске |
| 1959      | Тбилиси            | 26-й чемпионат СССР                                       | 5   | 3   | 11  | 10½ из 19         | 7—8        |
|           | Ленинград          | Матч Ленинград — Москва (против А. К. Толуша)             | 1   | 0   | 1   | 1½ из 2           |            |
|           | Киев               | Матч СССР — Югославия (против Б. Джурашевича)             | 1   | 0   | 3   | 2½ из 4           |            |
|           | Москва             | II Спартакиада народов СССР (сборная Москвы, 5-я доска)   | 6   | 0   | 3   | 7½ из 9           | 1 на доске |
|           | Ереван             | Полуфинал 27-го чемпионата СССР                           | 7   | 1   | 7   | 10½ из 15         | 2          |
| 1959 / 60 | Гастингс           | Международный турнир                                      | 4   | 0   | 5   | 6½ из 9           | 2—3        |
| 1960      | Ленинград          | 27-й чемпионат СССР                                       | 4   | 1   | 14  | 11 из 19          | 6          |
|           | Кисловодск         | Первенство ЦС ДСО «Труд»                                  | 7   | 3   | 5   | 9½ из 15          | 3—4        |
|           | Аделаида           | Открытый чемпионат Австралии                              | 13  | 0   | 2   | 14 из 15          | 1          |
|           | Джакарта           | Международный турнир                                      | 6   | 1   | 0   | 6 из 7            | 1          |
|           | Москва             | Командное первенство СССР                                 |     |     |     |                   |            |
|           | Москва             | Матч Москва — Ленинград (против А. В. Черепкова)          | 1   | 1   | 0   | 1 из 2            |            |
|           | Одесса             | Полуфинал 28-го чемпионата СССР                           | 7   | 1   | 9   | 11½ из 17         | 1          |
| 1961      | Москва             | 28-й чемпионат СССР                                       | 4   | 2   | 13  | 10½ из 19         | 7—8        |
|           | Москва             | Командное первенство Москвы (1-я доска)                   | 3   | 0   | 1   | 3½ из 4           | 1 на доске |
|           | Белград            | Матч Югославия — СССР (схевенингенская система)           | 2   | 2   | 2   | 3 из 6            |            |
|           | Вена               | Мемориал К. Шлехтера                                      | 5   | 0   | 4   | 7 из 9            | 1          |
|           | Баку               | 29-й чемпионат СССР                                       | 7   | 4   | 9   | 11½ из 20         | 6—7        |
|           | Москва             | Командное первенство СССР (2-я доска)                     | 0   | 2   | 3   | 1½ из 5           |            |
| 1962      | Москва             | Международный турнир ЦШК СССР (открытый чемпионат Москвы) | 5   | 0   | 10  | 10 из 15          | 1—2        |
|           | Ленинград          | Командное первенство СССР (сборная Москвы, 2-я доска)     | 3   | 0   | 4   | 5 из 7            | 2—3        |
|           | Ленинград          | Матч Ленинград — Москва (против М. Е. Тайманова)          | 2   | 0   | 0   | 2 из 2            |            |
| 1963      | Бевервейк          | Международный турнир                                      | 5   | 3   | 9   | 9½ из 17          | 7          |
|           | Москва             | III Спартакиада народов СССР (сборная Москвы, 5-я доска)  | 3   | 1   | 5   | 5½ из 9           | 2 на доске |
|           | Москва             | Командное первенство Москвы                               |     |     |     |                   |            |
|           | Ленинград          | 31-й чемпионат СССР                                       | 3   | 4   | 12  | 9 из 19           | 12—13      |
| 1964      | Москва             | Чемпионат Москвы                                          | 8   | 3   | 6   | 11 из 17          | 4          |
|           | Кисловодск         | Международный турнир ЦШК СССР                             | 3   | 0   | 7   | 7½ из 10          | 3          |
|           | Москва             | Командное первенство СССР (2-я доска)                     | 0   | 0   | 6   | 3 из 6            |            |
| 1964 / 65 | Киев               | 32-й чемпионат СССР                                       | 2   | 3   | 14  | 9 из 19           | 10—11      |
| 1965      | Мар-дель-Плата     | Международный турнир                                      | 6   | 0   | 9   | 10½ из 15         | 3          |
|           | Рио-де-Жанейро     | Международный турнир                                      | 6   | 0   | 1   | 6½ из 7           | 1          |
|           | Гамбург            | Командное первенство Европы (сборная СССР, 8-я доска)     | 5   | 1   | 2   | 6 из 8            | 1 на доске |
|           | Ереван             | Международный турнир ЦШК СССР                             | 1   | 2   | 10  | 6 из 13           | 7—11       |
| 1966      | Москва             | Командное первенство СССР (3-я доска)                     | 2   | 3   | 4   | 4 из 9            |            |
|           | Москва             | Тренировочный турнир гроссмейстеров                       | 2   | 4   | 4   | 4 из 10           | 4—5        |
|           | Титово-Ужице       | Международный турнир                                      | 4   | 1   | 10  | 9 из 15           | 5—6        |
| 1967      | Крайстчерч         | Международный турнир                                      | 12  | 0   | 2   | 13 из 14          | 1          |
| 1968      | Москва             | Чемпионат Москвы                                          | 4   | 1   | 10  | 9 из 15           | 4          |
|           | Москва             | Матч Москва — Ленинград (против В. В. Осноса)             | 1   | 1   | 0   | 1 из 2            |            |
| 1968 / 69 | Алма-Ата           | 36-й чемпионат СССР                                       | 4   | 3   | 12  | 10 из 19          | 11—13      |
| 1969      | Грозный            | Командное первенство СССР (сборная Москвы, 5-я доска)     | 2   | 0   | 5   | 4½ из 7           | 1 на доске |
| 1970      | Москва             | Чемпионат Москвы                                          | 6   | 2   | 7   | 9½ из 15          | 2—3        |
|           | Рига               | 38-й чемпионат СССР                                       | 4   | 3   | 14  | 11 из 21          | 8—9        |
|           | Будапешт           | Международный турнир                                      | 1   | 1   | 13  | 7½ из 15          | 8—12       |
| 1971      | Бухарест           | Международный турнир                                      | 6   | 2   | 6   | 9 из 14           | 1—2        |
| 1972      | Одесса             | Полуфинал 40-го чемпионата СССР                           | 4   | 2   | 11  | 9½ из 17          | 6—10       |
|           | Пальма-де-Мальорка | Международный турнир                                      | 4   | 1   | 10  | 9 из 15           | 5—7        |
| 1973      | Львов              | Полуфинал 41-го чемпионата СССР                           | 4   | 4   | 7   | 7½ из 15          | 6—9        |
|           | Москва             | Матч-турнир сборных команд СССР (двухкруговой)            |     |     |     |                   |            |
| 1974      | Москва             | Командное первенство СССР (1-я доска)                     | 0   | 3   | 6   | 3 из 9            |            |
|           |                    | Первенство ЦС ДСО «Зенит»                                 | 8   | 2   | 5   | 10½ из 15         | 1          |
| 1975      | Поляница-Здруй     | Мемориал А. К. Рубинштейна                                | 6   | 1   | 8   | 10 из 15          | 1—2        |
|           | Алгарви            | Международный турнир                                      | 1   | 2   | 8   | 5 из 11           | 9—10       |
| 1976      | Таллин             | Турнир с укороченным контролем времени                    |     |     |     |                   |            |
|           | Кишинев            | 1-я лига командного первенства СССР                       |     |     |     |                   |            |
|           | Поляница-Здруй     | Мемориал А. К. Рубинштейна                                | 5   | 1   | 8   | 9 из 14           | 2—4        |
| 1977 / 78 | Реджо-Эмилия       | Международный турнир                                      | 4   | 0   | 7   | 7½ из 11          | 2          |
| 1978      | Москва             | Чемпионат Москвы                                          | 4   | 4   | 7   | 7½ из 15          | 8—10       |
| 1979      | Джакарта           | Международный турнир                                      | 4   | 1   | 5   | 6½ из 10          | 1—3        |
|           | Манила             | Международный турнир                                      | 4   | 1   | 8   | 8 из 13           | 3—5        |
| 1981      | Москва             | Матч-турнир сборных команд СССР (двухкруговой)            | 1   | 1   | 4   | 3 из 6            |            |
| 1982      | Москва             | Матч Москва — Каталония (против Х. Фернандеса)            | 1   | 0   | 1   | 1½ из 2           |            |
|           | Москва             | Чемпионат Москвы (открытый)                               | 2   | 3   | 12  | 8 из 17           | 11         |
| 1985      | Москва             | Тройственный матч Москва — София — Варшава                | 1   | 0   | 2   | 2 из 3            |            |
| 1987      | Грац               | Международный турнир (опен)                               | 5   | 1   | 3   | 6½ из 9           | 8—15       |
| 1989      | Пальма-де-Мальорка | Международный турнир (опен)                               | 1   | 4   | 4   | 3 из 9            | 154—165    |
| 1990      | Нью-Йорк           | Международный турнир                                      | 0   | 4   | 5   | 2½ из 9           | 10         |
| 1992      | Нью-Йорк           | Международный турнир                                      | 3   | 0   | 6   | 6 из 9            | 1—3        |
| 1993      | Нетания            | Международный турнир                                      | 4   | 3   | 2   | 5 из 9            | 4          |

## Изменения рейтинга
| Графики недоступны из-за технических проблем. См. информацию на Фабрикаторе и на mediawiki.org. |

## Семья и личная жизнь
Супруга Ада Ивановна Летнякова (1922—2004), училась вместе с Юрием Львовичем в МВТУ им. Баумана. Женаты с 1945 года, дочь Евгения — переводчик с английского, французского и немецкого языков. Евгения некоторое время была замужем за Андреем Стуруа (сыном Мэлора Стуруа), а затем за гроссмейстером Марком Таймановым.

## Книги
- Как решать шахматные этюды (1957)
- Что надо знать об эндшпиле (1960)
- В поисках истины (Записки гроссмейстера) (1967)
- Small Chess Dictionary (1980, Белград)
- Шахматные окончания. Пешечные, слоновые, коневые (1956)
- Шахматные окончания. Конь против слона, ладейные (1958)
- Шахматные окончания. Ферзевые, ладья против легкой фигуры (1962)
- Авербах Ю.Л., Бейлин М.А. Шахматный самоучитель. — М.: Советская Россия, 1970. — 142 с.
- Авербах Ю.Л., Бейлин М.А. Путешествие в шахматное королевство. — М.: Физкультура и спорт, 1972. — 288 с.
- Шахматные окончания. Слоновые, коневые. — 2-е изд. — М.: Физкультура и спорт, 1980. — Т. 1. — 239 с. — (Шахматные окончания). — 75 000 экз.
- Шахматные окончания. Слон против коня, ладья против лёгкой фигуры. — 2-е изд. — М.: Физкультура и спорт, 1981. — Т. 2. — 288 с. — (Шахматные окончания). — 100 000 экз.
- Шахматные окончания. Ферзевые. — 2-е изд. — М.: Физкультура и спорт, 1982. — Т. 3. — 336 с. — (Шахматные окончания). — 100 000 экз.
- Шахматные окончания. Пешечные. — 2-е изд. — М.: Физкультура и спорт, 1983. — Т. 4. — 303 с. — (Шахматные окончания). — 150 000 экз.
- Шахматные окончания. Ладейные. — 2-е изд. — М.: Физкультура и спорт, 1984. — Т. 5. — 352 с. — (Шахматные окончания). — 100 000 экз.
- Матч на первенство мира: Мерано-81 (1982)
- Schachtaktik für Fortgeschrittene (1979, Берлин)
- Избранные партии (1998)
- Школа середины игры (2000)
- Школа эндшпиля (2000)
- Шахматная Академия (2002)
- Шахматы на сцене и за кулисами (2003)
- О чём молчат фигуры (2007)
- Жизнь шахматиста в системе. Воспоминания гроссмейстера (2012)

## Книги в соавторстве
- Азбука шахмат (1967)
- Шахматные олимпиады (1974)
- Шахматные окончания (в 5 томах) (1980-84)
- Шахматная школа (Курс лекций для шахматистов-разрядников) (1976)
- Метеоры (2005, в соавторстве с Л. С. Верховским)
- Учебник шахматной игры (2013)